# Pardosa soccata
Pardosa soccata là một loài nhện trong họ Lycosidae.
Loài này thuộc chi Pardosa. Pardosa soccata được Yu & Da-xiang Song miêu tả năm 1988.